# Dodi Moscati
Dodi (Ersilia) Moscati (Pontassieve, 1942 – Roma, 26 febbraio 1998) è stata una cantautrice e giornalista italiana.

## Biografia
Inizia la sua attività musicale negli anni 60 dedicandosi alla ricerca di antiche canzoni popolari toscane. Entra nel Canzoniere Pisano, vicino a Potere operaio, e si dedica anche alla canzone politica. Di famiglia ebrea, le sue idee politiche antiimperialiste la portano ad appoggiare l'OLP. Alla fine degli anni '60 fa parte del Canzoniere Internazionale, col quale conduce una lunga tournée a Cuba (1973).
Anni dopo lascia il genere folk per orientarsi verso il rock-blues. 
Incide sette dischi di musica popolare toscana, uno come vocalist con Ennio Morricone, tre cd come cantautrice di rock-blues, l'ultimo uscito nel 1997. Nel 1978 vince il "Premio Nazionale del Paroliere". Nel 1980 partecipa al Premio Tenco. Dal 1981 scrive e conduce programmi radiofonici in diretta tra cui Folk concerto su Radio Tre, Musica ieri e oggi su Radio Uno. Scrive anche sigle di programmi televisivi e radiofonici. È anche giornalista, e scrive su temi di musica per l'Unità, Il manifesto, L'Espresso, Ciao 2001, Music, Etnica.
Nel 1982 recita nello sceneggiato televisivo L'Uovo Mondo, una sorta di musical a puntate di scritto da Paola Pascolini, con Roberto Benigni e Marco Messeri. Nel 1984 recita su Rai Tre in Storia del bandito toscano Gnicche, per il quale scrive e interpreta le musiche. Recita nei film Capriccio (1987) di Tinto Brass e Un paradiso senza biliardo (1991) di Carlo Barsotti.
Muore a Roma nel 1998, a soli 55 anni, per un'emorragia cerebrale.

## Discografia

### LP
- Cittadini e contadini - Canzoni del folklore toscano  (con il Canzoniere Internazionale, 1972)
- Questa grande umanità ha detto basta! (con il Canzoniere Internazionale, 1972)
- Gli anarchici: 1864/1969 (con il Canzoniere Internazionale, 1972)
- Con i pugni alzati camminano (con Stefano Gragnani, 1973)
- Cronache Fatti E Burle...In Toscana! (con Stefano Gragnani, 1973)
- La miseria l'è un gran malanno (1974)
- Ti converrà mangiare i' pan pentito (1975)
- E rigiramelo l' pensiero (1977)  (2 LP)
- Mondo magico, fantastico e rituale della campagna toscana (1978)
- Sole sole vieni (1978)
- Mister Woman (1988)
- Accidenti! (1991)
- L'Italia secondo, anzi terzo Dodi Moscati (CD - 1993)
- In Blues (1995)
- Bacio di cane bacio di gatto (1997)

### 45 giri
- La mamma non vuole /Bella bellona